# Papakha
La papakha (géorgien : ფაფახი pʰapʰaxi ; ukrainien : папаха ; russe : папа́ха ; ; azéri : papaq), aussi connu sous le nom de chapeau astrakan, est un chapeau en laine, plus précisément un caracul pour homme, porté dans le Caucase.

## Types et historique
La papakha est principalement portée dans les régions montagneuses de Géorgie : les régions de Pchavie, Khevi (en), Mtioulétie et Touchétie. Ils sont également portés par les Tchétchènes et autres peuples caucasiens comme les peuples du Dagestan et ils ont été introduits dans l'armée russe lors des campagnes dans le Caucase, faisant partie officiellement en 1855 de l'uniforme pour les Cosaques, et plus tard pour le reste de la cavalerie.
Les papakhas géorgiens sont en laine et de forme circulaire.
Il existe deux papakhas russes. Les papakhas, des hauts chapeaux de fourrure, habituellement faits à partir de peaux de mouton karakul. Le chapeau est cylindrique et est porté sur la tête de façon que le bord touche les tempes. Certains d'entre eux ont des rabats pour couvrir les oreilles qui peuvent être pliés quand ils ne sont pas utilisés. L'autre est appelé koubanka, il est similaire au papakha, bien que plus court et sans le rabat pour les oreilles.
Peu après la Révolution russe, la papakha est retirée de l’uniforme de la nouvelle Armée rouge à cause de son association avec l'ancien Empire russe et du fait que beaucoup de régiments cosaques avaient combattu contre les Bolcheviks. Durant la guerre civile russe beaucoup de cavaliers et officiers bolchéviques (comme Vassili Tchapaïev) portaient des papakhas ou des koubankas car beaucoup d'entre eux étaient cosaques et que ce chapeau faisait partie de l'uniforme des cavaliers.
La papakha fait de nouveau partie de l'uniforme en 1935 mais en 1941 il devient réservé aux colonels, généraux et maréchaux, devenant ainsi un symbole de grade élevé. En 1994, il est de nouveau retiré de l'uniforme, prétendument à la demande des porteurs qui trouvent le chapeau inefficace car la papakha est relativement court et ne protège par correctement les oreilles, ce qui peut être acceptable pour le climat caucasien mais pas pour des températures plus basses.
Le fait d'enlever la papakha a été vu dans certains milieux comme un moyen pour le régime de Boris Eltsine d'abandonner les anciennes traditions soviétiques et de montrer symboliquement l'engagement du pays vers une nouvelle orientation politique.
En 2005, la papakha est de nouveau utilisée dans l'armée.

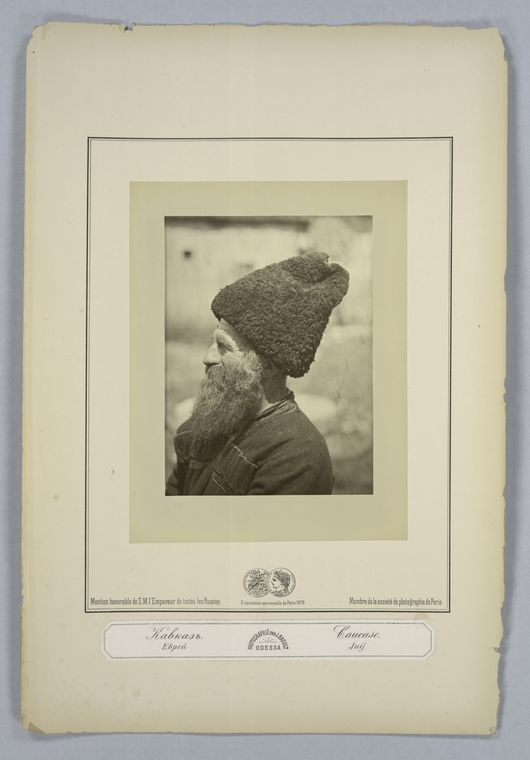
Juif des montagnes portant la papakha et une tchokha, v. 1898.
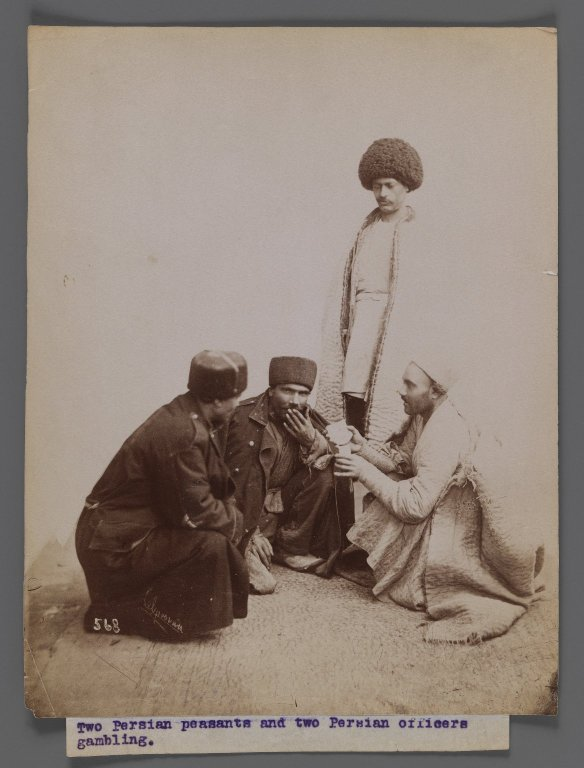
Deux paysans perses portant des papakhas et deux officiers perses pariant, photographie prise entre 1876 et 1933, Brooklyn Museum.
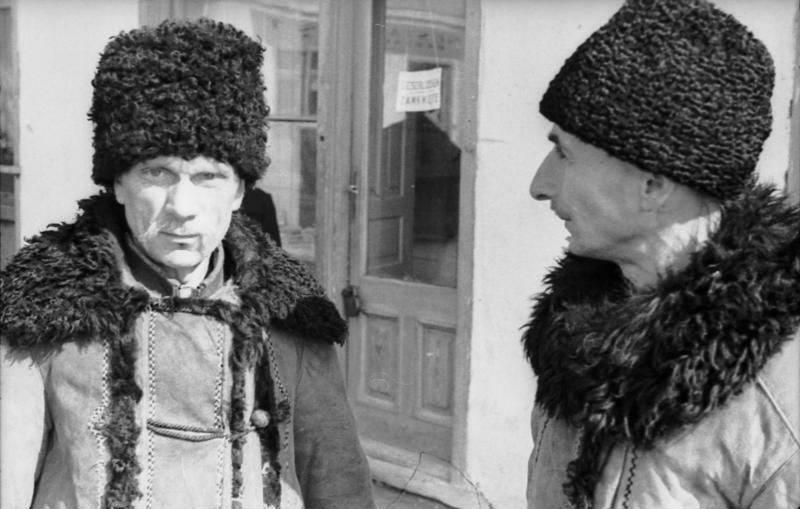
Papakha russe, 1941.
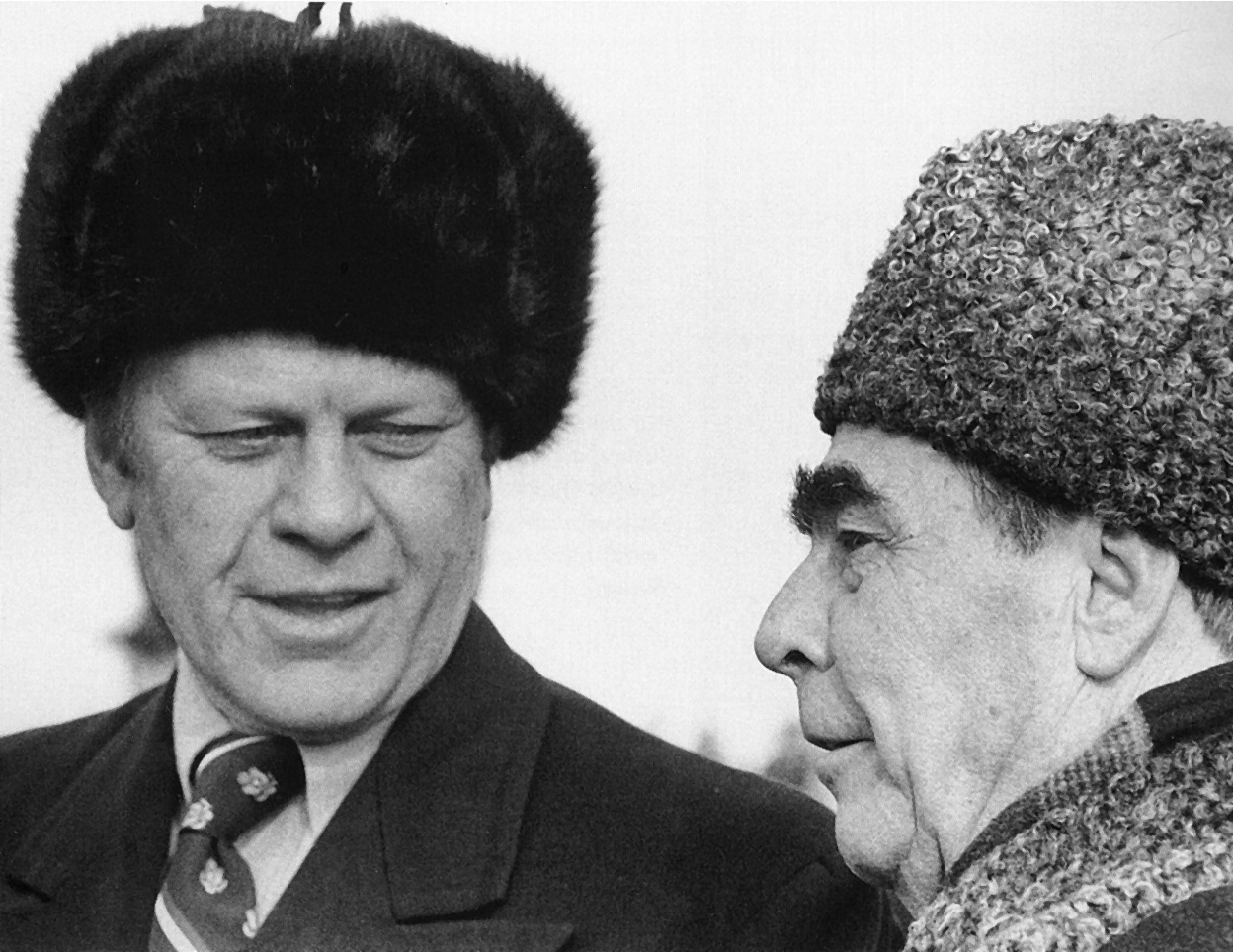
Léonid Brejnev (à droite) portant un papakha et Gerald Ford portant un ouchanka en 1974 à Vladivostok.